# 全昭旻
全昭旻（： Jeon So-Min，1986年4月7日—），韓國女演員，名字常被誤譯為全素敏或全小敏。2013年飾演《歐若拉公主》的「歐若拉」一角。2017年至2023年期間，全昭旻擔任SBS綜藝節目《Running Man》的固定主持成員。

## 演藝經歷

### 2004年-2012年：無名時期
2004年8月，出演了首部電視劇《奇蹟》，正式以演員身份出道。
2006年，與申世景、都知嫄等人合作出演了個人首部電影作品《整容驚魂》，也是其首次嘗試演出恐怖片。
2008年4月，參演KBS愛情喜劇《三個爸爸一個媽媽》，飾演女刑警南鍾希。同年8月，與宋承憲、延政勳合作出演MBC時代變遷劇《伊甸園之東》，飾演男主角同父異母的妹妹李琪順。
2010年8月，與金智勳、林正恩等合作出演tvN推理懸疑史劇《奇察密錄》，飾演崔義申一角。
2011年3月，與廉晶雅、池城、金英愛等合作出演MBC懸疑推理劇《Royal Family》，飾演療養院患者徐順愛。同年6月，參演KBS特別獨幕劇《英德女子摔角隊》。同年7月，正式簽約經紀公司 SECRETENTER.com（祕密決死團）。同年12月，與蔡時那、金美淑合作出演jTBC古裝歷史劇《仁粹大妃》，劇中飾演燕山君後宮、朝鮮三大妖女之一的張綠水。

### 2013年-2016年：首次擔任主演，打開知名度
2013年5月，以1:1000的競爭率獲選成為由金鎮浩導演、任成漢編劇的MBC家庭倫理電視劇《歐若拉公主》的女主角，為首次擔當主演，劇中飾演天王食品企業的小女兒、後因家族破產而改行做了演員的「歐若拉」，因其狗血劇情受到關注，憑藉此一角色獲得MBC演技大賞-女子新人獎。
2014年3月，客串出演MBC家庭倫理劇《媽媽的庭院》，隨後攜手bnt新聞拍攝寫真 。同年6月，與黃正音、鄭京浩、車仁表合作主演作家羅賢淑執筆的SBS週末劇特別企劃劇《無盡的愛》，飾演不會説話的啞女金世京 。12月23日，推出以幕後歌手身份與金烔完合唱的歌曲《He_starlight》。同日，CI ENT於Facebook向參與金烔完專輯《He_Starlight》的全昭旻與其經紀公司表示謝意。同年，被Grand Mint Festival音樂節選為GMF Festival Lady，與Soran首次合作音樂舞台。
2015年1月，與鄭柔美、吳智昊、金東昱合作出演JTBC古裝歷史劇《下女們》，飾演兵曹判書家的婢女丹芝 。3月2日，韓國以歌手為主的經紀公司CI ENT代表李在英於Facebook宣布，將與以演員為主的經紀公司祕密決死團進行合併，同年4月，簽約合併改名後的新公司Entertainment IAM 。8月8日，於KBO聯盟在KIA老虎隊對陣NC Dynos中，作為開球手投球。11月2日，主演的電視劇《明天也勝利》在韓國MBC電視台播出，劇中飾演善良堅強的醬油廠老闆女兒韓勝利 。
2016年6月，與河錫辰合作主演電視劇《1%的可能性》，改編自網絡小説的電視劇，劇中飾演辦事幹脆利落的小學老師。並於中國、韓國、日本三地同時播出。而當中的吻戲名場面的片段，截止2021年，已在Youtube平台上，分別達到1500w及1100w的播放量。

### 2017年-2020年：加入RM，展現多方面魅力，人氣大漲
2017年4月3日，和梁世燦一起以固定成員身份加入SBS綜藝節目《Running Man》。因其「瘋」及「容陷愛」的設定，不計形象的扮醜搞笑，展現了滿滿的綜藝感，知名度也大幅提升。同年12月，獲得SBS演藝大賞-女子新人獎。並於次年，獲得SBS演藝大賞-綜藝部門 最優秀賞，綜藝實力無疑是得到大眾的認可。
2017年10月28日，於职业棒球韓國系列賽第三場比賽（KIA老虎隊對陣鬥山熊隊）中，被選為開球手。
2018年1月，出演電視劇《Cross》，是第一部涉及器官移植的醫療劇，飾演臟器移植協調師高芝仁，在劇中是高正勳的獨生女。同年9月14日，出演KBS獨幕劇《我的黑歷史誤答筆記》，飾演成為高考出題委員的數學教授陶度惠。同年11月，主演電視劇《超級巨星柳白》。
2018年3月13日，於职业棒球韓國表演賽中代表NC Dynos作為開球手投球，這也是她第三次作為開球手。
2019年9月11日，出演韓國KBS2電視台中秋獨幕劇《生日信》，飾演金武吉的孫女金載妍。同年12月25日，主演的獨幕劇《大數據戀愛》在TvN播出。 
2019年，在《Running Man》九週年粉絲見面會的合作舞台上，以自己的戀愛故事為主軸，與樂隊Soran共同作詞，創作出一曲，其後與成員劉在錫及Soran主唱高英培一同演唱，組成了「全SORAN和劉在錫」，是繼2014 GMF音樂節後，再度與Soran合作。
2020年1月17日，發行了首本散文集《喝了酒也是可以打電話的》。這本書隱含了本人在戀愛時的感受。曾透露因私下需要解釋的文章太多，因此也成為決定出版書籍的原因。原定於2月1日舉行出版紀念簽名會，因新型冠狀病毒而推遲。
2020年4月2日，所屬經紀公司Entertainment IAM表示：「全昭旻因健康問題，必須住院休養，和《Running Man》製作組討論後決定暫停錄製一個月，並預定在合約到期的轉期間專心休養。」同時，昭旻的弟弟也公開長期被網友騷擾的惡意私訊，內容為「如果她(全昭旻)不離開，你們全家都會受到詛咒」等謾罵，長期的言語暴力嚴重影響全昭旻及家人身心狀況。同年5月8日，全昭旻正式簽約King Kong by STARSHIP娛樂為新經紀公司，並於12日重啟《Running Man》節目的拍攝活動。同年8月，開拍《第六感》。10月14日，主演的愛情電影《我的名字》上映。

### 2021年-2023年：展現作為演員更多元的面貌
2021年4月，開拍《第六感2》。同年5月，確定出演以低預算製作的電影《2037》，飾演監獄牢房裏的囚犯之一玫瑰。同年7月，确认成为KBS獨幕劇《熙秀》的女主角，這是繼2018年與朴成焄在《我的黑歷史誤答筆記》後第二次合作。於10月，正式出演《熙秀》，飾演因女兒的在交通事故死亡而茫然若失的父母，在劇中不僅包含深情的親情故事情節，還結合了技術發達的近未來，以新穎的科幻題材和優秀演技獲得了好評，也憑藉此一角色首次以演員身份在KBS演技大賞上獲獎。
7月28日，確認出演由JTBC翻拍自同名英國影集《Cleaning Up》。同年10月，與劉在錫、Nucksal確認拍全新愛情真人秀《大神探探愛》，是繼《Running Man》、《第六感》、《第六感2》後第四度與鄭哲民PD和劉在錫合作，將於12月首映。
11月29日，出演的電視劇《Show Window：女王之家》播出，飾演與閨蜜丈夫搞婚外情的第三者尹美羅，為首次出演反派角色，無疑是她演藝生涯中的一次重大轉折，其精湛而細膩的演技實力大受觀眾好評。而這部電視劇也創下在Channel A的最高首播收視紀錄，同時在第16集以10.335%（AGB全國基準）刷新收視紀錄，成為Channel A歷代最高收視率的戲劇節目。
2022年1月在個人行程中，腳掌因為被誤踩而受傷，經過醫院檢查確定是腳趾骨折，曾於17日拍攝的《Running Man》EP589虎年特輯中，包裹著左腳，帶著拐杖登場，也表示將會在19日接受相關手術治療。所屬經紀公司對此回應：「全昭旻手術結束後正在療養身體，目前尚未決定何時重啟活動。」。將缺席24、25日的《Running Man》錄製，而原預定電視劇和《第六感3》將同時拍攝，但由於行程延遲，故無法參與《第六感3》的錄製，節目組也澄清她只是「缺席錄製」並非退出，在第4季時會回歸和觀眾們見面。同年5月30日，與經紀公司KINGKONG by STARSHIP續約。
6月4日，與廉晶雅等人合作出演的《Cleaning Up》正式播出。
2022年，僅憑《Running Man》一部綜藝節目，在SBS整年度播出份量在综藝女子藝人中的第三名，總時長為297分57秒。
2023年2月，在《大神探探愛》中透露，日前於錄製節目時滑倒，導致肋骨出現裂痕。同年3月，確定與申勝浩、韓智恩、朴明勳共同演出懸疑驚悚電影《Only God Knows Everything》，並於3月3日開始拍攝。
2023年6月25日，與朴成焄共同主演的KBS獨幕劇《熙秀》在英國拉姆斯蓋特舉行的「拉姆斯蓋特國際電影電視節」（Ramsgate International Film & TV Festival） 獲得長篇電影部門-優秀奬，是唯一一部獲獎的亞洲作品。同年日本電視台KNTV分別於7月11日、22日，開始放送《熙秀》、《Show Window：女王之家》。
7月26日，開設個人bubble的帳戶。8月13日，確認與金度延一同主演電影《十八歲青春》，並在同一天劇組發佈了的開拍消息及現場的劇照。這部電影是根據成長小說《十八歲的你的存在感》改編的電影，講述了因存在感而苦惱的青少年。預計將於2024年上映。
10月23日，透過所屬經紀公司「Kingkong by Starship」發布聲明宣布將於10月30日進行最後一次拍攝並退出《Running Man》，她表示「這是有是有著深厚情感的節目，在經過深思熟慮，以及與成員、製作團隊和所屬公司討論後，決定需要一段時間休息與充電，以便在今後包括演技在內的活動展現更好的形象。」。

### 2024年-至今：
2024年5月8日，與KINGKONG by STARSHIP的專屬合約到期不續約。6月25日，確認出演電影《陽臺》。7月8日，確認出演由靈山大學與THE EDIT共同合作的電視劇《怪異和冷笑》，預計將於11月播出。7月24日，正式簽約經紀公司 Studio Santa Claus Entertainment 。

## 個人生活

#### 家庭背景
於6歲時，因父親工作的原因，在濟州島生活了一年。
父親是足球運動員出身。弟弟全旭旻為健美選手，經營著一間健身房，曾於《收視率之王》EP218 以視訊方式出演；曾出演《Running Man》七週年特輯。與弟弟的關係十分融洽，經常會在社交平台上分享兩個人一起出去遊玩的照片。

#### 感情生活
經由鄭敬淏介紹，在朋友聚會上認識了尹賢旻，兩人於2015年初發展成為戀人，於4月9日公開戀情。在同年底雙方以「行程忙碌」為由分手。
2020年8月與演員吳東民傳出熱戀，兩人於2018年透過電視劇《我的黑歷史誤答筆記》熟識，成為朋友。全昭旻曾在IG上傳兩人合照，並配文「我的回答，動搖也沒關係，因為動搖而更加美麗」，因曖昧語句引起網友遐想，被懷疑是戀人關係。事件發酵後，雙方經紀公司聲明「兩人只是很熟識的關係」。

#### 人際關係
於小學、國中期間與Super Junior的銀赫是同班同學。

## 影視作品

### 電視劇
| 年份   | 播出平台  | 劇名                                  | 角色             | 備註                  |
| ------ | --------- | ------------------------------------- | ---------------- | --------------------- |
| 2004年 | MBC       | 《奇蹟》                              | 全智賢           | 出道作                |
| 2004年 | MBC       | 《父親的海洋》                        |                  | 中秋特輯              |
| 2007年 | tvN       | 《偉大的蓋茨比》                      | 崔秀妍           |                       |
| 2007年 | KBS       | 《過山南村》                          |                  |                       |
| 2008年 | KBS       | 《三個爸爸一個媽媽》                  | 南鍾希           | 配角                  |
| 2008年 | MBC       | 《伊甸園之東》                        | 李琪順           | 配角                  |
| 2010年 | tvN       | 《奇察密錄》                          | 崔義申           | 配角                  |
| 2010年 | KBS       | 《愛得好》                            | 李英華           | 配角                  |
| 2010年 | KBS       | 《叢林的魚2》                         |                  |                       |
| 2011年 | MBC       | 《Royal Family》                      | 徐順愛 (青年)    |                       |
| 2011年 | KBS2      | 《童顏美女》                          | 李金熙           | 特別演出 (第七、九集) |
| 2011年 | KBS2      | 《Drama Special－盈德女子摔跤隊》     | 車妍希           | 主演                  |
| 2011年 | KBS1      | 《KBS TV文化館—狂炎奏鳴曲》           | 藍庭妍           | 主演                  |
| 2011年 | JTBC      | 《仁粹大妃》                          | 淑容張氏(張綠水) | 配角                  |
| 2013年 | MBC       | 《歐若拉公主》                        | 歐若拉           | 主演                  |
| 2014年 | MBC       | 《媽媽的庭院》                        | 白頌伊           | 特別演出 (第十六集)   |
| 2014年 | SBS       | 《無盡的愛》                          | 金世京           | 配角                  |
| 2014年 | JTBC      | 《下女們》                            | 丹芝             | 主演                  |
| 2015年 | SBS       | 《深夜食堂》海螺罐頭篇                | 車惠珍           | 特別演出 (第十三集)   |
| 2015年 | MBC       | 《明天也勝利》                        | 韓勝利           | 主演                  |
| 2016年 | tvN       | 《獨酒男女》                          | 全昭旻           | 特別演出 (第十集)     |
| 2016年 | Drama X   | 《1%的可能性》                        | 金多炫           | 主演                  |
| 2017年 | OCN       | 《焦急的羅曼史》                      | 羅愛麗           | 特別演出 (第一集)     |
| 2017年 | OCN       | 《焦急的羅曼史》                      | 金多炫           | 聲音出演              |
| 2017年 | KBS       | 《偶像戲劇工作團》                    | 全昭旻           | 特別演出 (第一、八集) |
| 2017年 | tvN       | 《河伯的新娘 2017》                   | 昭旻             | 特別演出 (第四集)     |
| 2017年 | Drama X   | 《Single Wife》                       | 電視節目主持     | 特別演出 (第一集)     |
| 2018年 | tvN       | 《Cross》                             | 高芝仁           | 主演                  |
| 2018年 | KBS       | 《Drama Special－我的黑歷史誤答筆記》 | 都道惠           | 主演                  |
| 2018年 | tvN       | 《》                                  | 吳江順           | 主演                  |
| 2019年 | KBS2      | 《生日信》                            | 金在妍           | 主演 中秋特輯         |
| 2019年 | tvN       | 《Drama Stage－大數據戀愛》           | 安閃耀           | 主演                  |
| 2021年 | NAVER     | 《所以我和黑粉結婚了》                | 金多賢           | 特別演出              |
| 2021年 | KBS       | 《Drama Special－熙秀》               | 黄珠恩           | 主演                  |
| 2021年 | Channel A | 《Show Window：女王之家》             | 尹美羅           | 主演                  |
| 2022年 | JTBC      | 《Cleaning Up》                       | 安仁景           | 主演                  |
| 2023年 | ENA       | 《鬼怪計程車》                        | 鬼魂             | 特別演出 (第四集)     |
| 2024年 | MBN       | 《怪異和冷笑》                        | 吳瑰麗           | 主演                  |
| 2024年 | KBS joy   | 《今天也很抱歉》                      | 池頌伊           | 主演                  |
| 2024年 | Netflix   | 《今天也很抱歉》                      | 池頌伊           | 主演                  |

### 電影
| 年份   | 電影名稱              | 角色   | 備註          |
| ------ | --------------------- | ------ | ------------- |
| 2006年 | 《整容驚魂》          | 慧媛   | 配角          |
| 2011年 | 《Help Me》（헬프 미）       |        | 主演          |
| 2012年 | 《Love Call》（러브콜）     | 秀雅   | 配角          |
| 2012年 | 《얼음꽃》            | 昭旻   | 主演          |
| 2013年 | 《Sun Cream》（썬크림）     | 洪敏智 | 主演 短篇電影 |
| 2019年 | 《單身三人行》        | 相親女 | 友情出演      |
| 2020年 | 《我的名字》          | 徐莉愛 | 主演          |
| 2022年 | 《2037》              | 玫     | 主演          |
| 2024年 | 《18歲的青春》        | 鄭熙珠 | 主演          |
| 2025年 | 《陽臺》              | 鄭夏妍 | 主演          |
| 待公布 | 《只有上帝知道一切 》 | 秀妍   | 主演          |

### 音樂錄影帶
| 年份   | 歌曲                                         | 歌手     |
| ------ | -------------------------------------------- | -------- |
| 2004年 | 《얼마나》                                   | 烏龜     |
| 2011年 | 《바라만 봐도 좋은데》（只是看著也喜歡）     | No Reply |
| 2011年 | 《나만 바보죠》                              | 金在勝   |
| 2012年 | 《Sun & Star》                               | Joosuc   |
| 2013年 | 《박정현 아틀란티스 소녀》（亞特蘭蒂斯少女） | 朴正炫   |
| 2021年 | 《Be with me》                               | Soran    |

## 綜藝作品

### 主持節目
| 年份   | 播放日期               | 電視頻道 | 節目名稱        | 集數                                            |
| ------ | ---------------------- | -------- | --------------- | ----------------------------------------------- |
| 2017年 | 4月14日—5月12日        | MBC      | 《無理的同居》  | EP1-4                                           |
| 2017年 | 4月16日—2023年11月12日 | SBS      | 《Running Man》 | EP346（Global Project）至EP679（Goodbye Somin） |
| 2020年 | 9月3日—10月29日        | tvN      | 《第六感》      | EP1-8                                           |
| 2021年 | 6月25日—9月24日        | tvN      | 《第六感2》     | EP1-14                                          |
| 2022年 | 12月15日—2023年2月23日 | tvN      | 《大神探探愛》  | EP1-12                                          |

### 典禮主持
| 年份   | 日期    | 典禮名稱                          | 地點               | 備註                                            |
| ------ | ------- | --------------------------------- | ------------------ | ----------------------------------------------- |
| 2019年 | 5月18日 | 第25屆 夢想演唱會                 | 首爾世界盃競技場   | 與 利特(Super Junior)、孔燦(B1A4)               |
| 2020年 | 8月14日 | TikTok Stage with Men and Mission | 不適用             | 由King Kong by STARSHIP娛樂舉辦，全球粉絲見面會 |
| 2021年 | 1月23日 | 2020 APAN Star Awards             | 不適用             | 与金鍾國                                        |
| 2022年 | 8月25日 | 2022 K GLOBAL Heart Dream Awards  | 首爾蠶室學生體育館 | 與李龍真                                        |

## 音樂作品
| 年份   | 日期     | 歌名                            | 歌手                   | 專輯                                           |
| ------ | -------- | ------------------------------- | ---------------------- | ---------------------------------------------- |
| 2014年 | 12月23日 | 《He_Starlight (Feat. 全昭旻)》 | 金烔完、全昭旻         | 《'He_Starlight》                              |
| 2019年 | 9月22日  | 《》                            | 劉在錫、全昭旻、Soran  | 《Running Man Fan Meeting: Project Running 9》 |
| 2019年 | 9月22日  | 《I like it》                   | 歌手                   | 《Running Man Fan Meeting: Project Running 9》 |
| 2021年 | 3月20日  | 《Blue & Blue》                 | 최보통、全昭旻（旁白） | 《Normal Blue》                                |
| 2021年 | 3月27日  | 《사랑해》                      | 최보통、全昭旻（旁白） | 《Normal Red》                                 |
| 2021年 | 4月3日   | 《》 （不剪長髮的理由）         | 全昭旻                 | 《Normal Black》                               |
| 2023年 | 11月2日  | 《》（蛋黄酱）                  | 全昭旻、심 of 설레게   | 不適用                                         |

### 音樂合作現場
| 年份   | 名稱                      | 歌曲                                       | 備註    |
| ------ | ------------------------- | ------------------------------------------ | ------- |
| 2014年 | Grand Mint Festival音樂節 | Is this seat taken?（혹시 자리 비었나요?） | 與Soran |
| 2019年 | Grand Mint Festival音樂節 | Confession of your love (이제 나와라 고백) | 與Soran |
| 2022年 | Grand Mint Festival音樂節 | Confession of your love (이제 나와라 고백) | 與Soran |

## 創作作品
全昭旻（전소민）在韩国音乐著作权家协会登记编号为10023737 （页面存档备份，存于）
| 年份               | 歌曲名称       | 歌手                 | 参与作词 · (：唯一作词) |
| ------------------ | -------------- | -------------------- | ----------------------- |
| 2019年             |                | 歌手                 | Yes                     |
| 2019年             |                | 歌手                 | Yes                     |
| 2021年             |                |                      |                         |
|                    |                |                      |                         |
|                    |                |                      |                         |
| （不剪長髮的理由） | 全昭旻         |                      |                         |
|                    |                |                      |                         |
| ONE ROOM           | 李基燦         |                      |                         |
| 2023年             | （美乃滋）     | 全昭旻、심 of 설레게 | Yes                     |
| 2024年             | 증인 (Witness) | JUNGIN               | Yes                     |

## 文學作品
| 年份   | 日期    | 書籍名稱                             | 備註   | ISBN               |
| ------ | ------- | ------------------------------------ | ------ | ------------------ |
| 2020年 | 1月17日 | 《》（譯名：喝了酒也是可以打电话的） | 散文集 | ISBN 9791162143070 |
| 2022年 | 3月29日 | 《》（譯名：喝了酒也是可以打电话的） | 手繪版 | ISBN 9791162143919 |

## 大型活動

### Running Man亞洲巡迴演唱會
| 2018年：Running Man 『KEEP ON RUNNING』 Live In Taipei    | 2018年：Running Man 『KEEP ON RUNNING』 Live In Taipei | 2018年：Running Man 『KEEP ON RUNNING』 Live In Taipei | 2018年：Running Man 『KEEP ON RUNNING』 Live In Taipei |
| --------------------------------------------------------- | ------------------------------------------------------ | ------------------------------------------------------ | ------------------------------------------------------ |
| 日期                                                      | 國家                                                   | 城市                                                   | 舉行地點                                               |
| 10月6日                                                   | 中華民國                                               | 台北                                                   | 南港展覽館                                             |
| 2019年：Running Man 『KEEP ON RUNNING』 Live in Hong Kong |                                                        |                                                        |                                                        |
| 日期                                                      | 國家                                                   | 城市                                                   | 舉行地點                                               |
| 2月2日                                                    | 中国                                                   | 香港                                                   | 亞洲國際博覽館                                         |
| 2019年：Running Man 『KEEP ON RUNNING』 Live in Jakarta   |                                                        |                                                        |                                                        |
| 日期                                                      | 國家                                                   | 城市                                                   | 舉行地點                                               |
| 8月17日                                                   | 印度尼西亞                                             | 雅加達                                                 | Senayan Istora體育館                                   |
| 2019年：Running Man 9週年特別企劃—RM區（9）計劃           |                                                        |                                                        |                                                        |
| 日期                                                      | 國家                                                   | 城市                                                   | 舉行地點                                               |
| 8月26日                                                   |                                                        | 首爾                                                   | 梨花女子大學                                           |
| 2019年：Running Man 『KEEP ON RUNNING』 Live in Hochiminh |                                                        |                                                        |                                                        |
| 日期                                                      | 國家                                                   | 城市                                                   | 舉行地點                                               |
| 12月1日                                                   | 越南                                                   | 胡志明市                                               | Sala City                                              |
| 2021年：RUNNING MAN 2021 ONLINE FANMEETING                |                                                        |                                                        |                                                        |
| 日期                                                      | 國家                                                   | 城市                                                   | 舉行地點                                               |
| 9月5日                                                    | 不適用                                                 | 不適用                                                 | TikTok                                                 |
| 2023年：Running Man: A Decade of Laughter                 |                                                        |                                                        |                                                        |
| 日期                                                      | 國家                                                   | 城市                                                   | 舉行地點                                               |
| 4月1日                                                    | 菲律賓                                                 | 馬尼拉                                                 | 亞洲競技場SM購物中心                                   |

## 獎項

### 大型頒獎禮獎項
| 年份   | 名稱                                                                       | 獎項                                                   | 作品                              | 結果 |
| ------ | -------------------------------------------------------------------------- | ------------------------------------------------------ | --------------------------------- | ---- |
| 2013年 | 第2屆 APAN Star Awards                                                     | 女子新人獎                                             | 歐若拉公主                        | 提名 |
| 2013年 | 第40屆 MBC演技大獎                                                         | 女子新人獎                                             | 歐若拉公主                        | 獲獎 |
| 2014年 | 第9屆 亞洲模特兒頒獎典禮                                                   | 演技部門新星獎                                         | 歐若拉公主                        | 獲獎 |
| 2014年 | 第7屆 韓國電視劇節                                                         | 女子優秀獎                                             | 歐若拉公主                        | 提名 |
| 2016年 | 第43屆 MBC演技大獎                                                         | 女子連續劇優秀演技獎                                   | 明天也勝利                        | 提名 |
| 2017年 | 第12屆 亞洲模特兒頒獎典禮                                                  | 流行明星獎                                             | 不適用                            | 獲獎 |
| 2017年 | 第11屆 SBS演藝大獎                                                         | 真人秀類女子新人獎                                     | Running Man                       | 獲獎 |
| 2017年 | 第11屆 SBS演藝大獎                                                         | Best Couple 獎 (與 李光洙)                             | Running Man                       | 獲獎 |
| 2017年 | 第11屆 SBS演藝大獎                                                         | Global Star 獎 (與《Running Man》全體)                 | Running Man                       | 獲獎 |
| 2018年 | 第12屆 SBS演藝大獎                                                         | Best Couple奖 (與 李光洙)                              | Running Man                       | 提名 |
| 2018年 | 第12屆 SBS演藝大獎                                                         | 综艺优秀奖                                             | Running Man                       | 提名 |
| 2018年 | 第12屆 SBS演藝大獎                                                         | 综艺部门最优秀奖                                       | Running Man                       | 獲獎 |
| 2018年 | 第12屆 SBS演藝大獎                                                         | 最佳團隊合作奖 (與《Running Man》全體)                 | Running Man                       | 獲獎 |
| 2018年 | 第32届 KBS演技大奖                                                         | 女子联作‧獨幕劇獎                                      | Drama Special－我的黑历史误答笔记 | 提名 |
| 2019年 | 2019品牌顧客忠誠度大獎                                                     | 女演員部門獎                                           | 不適用                            | 獲獎 |
| 2019年 | 2019 韩国第一品牌大奖                                                      | 女子商業模特獎                                         | 不適用                            | 獲獎 |
| 2019年 | 第13屆 SBS演藝大獎                                                         | Global Program獎 (與《Running Man》全體)               | Running Man                       | 獲獎 |
| 2020年 | 第14屆 SBS演藝大獎                                                         | Golden Contents獎 (與《Running Man》全體)              | Running Man                       | 獲獎 |
| 2021年 | 第15届 SBS演藝大獎                                                         | 最優秀節目獎(Show Variety部門) (與《Running Man》全體) | Running Man                       | 獲獎 |
| 2021年 | 2021 韩国第一品牌大奖                                                      | 人物/文化部門 多領域藝人                               | 不適用                            | 獲獎 |
| 2021年 | 第35届 KBS演技大奖                                                         | Drama Special ‧ TV Cinema 女子演技獎                   | Drama Special－熙秀               | 獲獎 |
| 2022年 | 第17屆 首爾國際電視節                                                      | 女子演員賞                                             | Drama Special－熙秀               | 提名 |
| 2022年 | 第13屆 韓國電視劇節                                                        | 女子優秀賞                                             | Show Window：女王之家             | 獲獎 |
| 2022年 | 第1屆 青龍電視劇大賞OTT頒獎典禮                                            | 女主角奬                                               | Show Window：女王之家             | 提名 |
| 2022年 | 第16屆 SBS演藝大獎                                                         | 年度節目獎(Show Variety部門) (與《Running Man》全體)   | Running Man                       | 獲獎 |
| 2022年 | 2022韩国第一品牌大奖                                                       | 人物/文化部門 多領域女藝人                             | 不適用                            | 獲獎 |
| 2023年 | 英國拉姆斯蓋特國際電影電視節 （Ramsgate International Film & TV Festival） | 長篇電影部門-優秀奬                                    | Drama Special－熙秀               | 獲獎 |

## 外部連結
- 全昭旻的Instagram帳戶
- 全昭旻的blog（CYWorld）
- 全昭旻在NAVER上的资料
- 全昭旻的Fan Club（daum）（页面存档备份，存于）